# Кривин, Феликс Давидович
Фе́ликс Дави́дович Кри́вин (11 июня 1928, Мариуполь, Сталинская область — 24 декабря 2016, Беэр-Шева, Израиль) — русский прозаик, поэт и сценарист, писатель-фантаст, радиожурналист, педагог. Автор интеллектуальных юмористических произведений.

## Биография
Родился в Мелитополе в еврейской семье. Отец был военным, мать работала машинисткой в милиции. В пятилетнем возрасте, когда семья жила в Конотопе, остался без отца, который погиб от несчастного случая. В 1933 году с матерью и старшей сестрой переехал в Одессу, где жил до 1940 года. Война застала семью в Измаиле.
В 1945 году после эвакуации вернулся из Ташкента в Измаил, где работал учеником моториста, затем мотористом на самоходной барже «Эдельвейс» Дунайского пароходства; ночным корректором в газете «Придунайская правда» (здесь были опубликованы его первые стихи), радиожурналистом Измаильского областного радиокомитета, окончил вечернюю среднюю школу.
В 1951 году окончил Киевский педагогический институт. В 1951—1954 годах работал учителем в Мариуполе, там же женился. С 1954 по 1955 год жил в Киеве.
В 1955 году переехал в Ужгород. Работал редактором Закарпатского областного издательства. В 1962 году был принят в Союз писателей УССР. В Москве вышла книга «В стране вещей», в Ужгороде — «Карманная школа».
В 1988 году был удостоен премии «Золотой телёнок» «Литературной Газеты» («Клуба 12 стульев»). В 1990 году стал лауреатом республиканской премии имени В. Г. Короленко.
В 1998 году переехал в Израиль. Жил в Беэр-Шеве.

## Творчество
Феликс Кривин — автор десятков книг, выходивших с начала 1960-х годов в различных издательствах Советского Союза. Сотрудничал с Аркадием Райкиным, для которого писал интермедии.
В 2001 году в Москве, в издательстве «ЭКСМО-Пресс», в серии «Антология сатиры и юмора» (том 18) вышла книга «Феликс Кривин» (670 страниц).
В 2006 году — лауреат независимой литературной«Русской премии» Подкарпатской Руси.
Уже первые сборники миниатюр Кривина вызвали внимание критики: Эдварда Кузьмина в журнале «Новый мир» отмечала, что «его маленькому жанру по плечу разные и большие нагрузки. По самому своему происхождению, по лукавой иносказательности это должна быть острая басня, злая присказка, шутливая или ядовитая притча. Поэтому так много в книжке метких критических жал. Но оказывается, что „рассказы о вещах“ могут дать и портрет героя наших дней. <…> И наконец, юмористическая побасёнка может превратиться в лирический этюд». Размышляя, в связи с одной из последующих книг Кривина, о причинах его творческого успеха, тот же критик указывал, что его миниатюры отличаются «способностью на любой предмет взглянуть с неожиданной, часто парадоксальной, стороны» и обязаны своей эффектностью «насыщенной, напряжённой, сжатой, как пружина, композиции, стремительному сопоставлению времён»; значимо для Кривина и чувство языка: «скрытые возможности слова, его двойные и тройные значения, связи со словами-родственниками, словами-соседями и словами-противниками. Каждая частица слова живёт, движется».
Написал сценарии фильма «Чиполлино» (1973), мультфильмов «Бабушкин козлик» (1963), «Злостный разбиватель яиц» (1966), «Одуванчик — толстые щёки» (1971).

## Избранная библиография
- Вокруг капусты. — М. : Советский писатель, 1960.
- В стране вещей. — М. : Советский писатель, 1961.
- Карманная Школа. — Ужгород, 1962.
- Полусказки. — Ужгород: Карпаты, 1964.
- Калейдоскоп. — Ужгород: Карпаты, 1965.
- Божественные истории. — М.: Политиздат, 1966.
- Учёные сказки. — Ужгород: Карпаты, 1967.
- Шутки с эпиграфами. — М.: Правда, 1970. — (Библиотечка «Крокодила»).
- Несерьёзные Архимеды. — М.: Молодая гвардия, 1971.
- Подражание театру. — Ужгород: Карпаты, 1971.
- Гиацинтовые острова. — М.: Советский писатель, 1978.
- Слабые мира сего. — М.: Правда, 1979. — (Библиотечка «Крокодила»).
- Принцесса грамматика или потомки древнего глагола. — Ужгород: Карпаты, 1981.
- Миллион лет до любви. — Ужгород: Карпаты, 1985.
- Изобретатель вечности. — М.: Советский писатель, 1985.
- Круги на песке. — Ужгород: Карпаты, 1985.
- Хвост павлина. — Ужгород: Карпаты, 1988.
- Я угнал машину времени. — Ужгород: Карпаты, 1992.
- Завтрашние сказки. — Ужгород: Карпаты, 1992.
- Всемирная история в анекдотах. — Ужгород: Бокор, 1993.
- Плач по царю Ироду. — Ужгород: Карпаты.
- Тюрьма имени свободы. — Ужгород: ПИК «Патент», 1995.
- Дистрофики. — Ужгород: ТО «Падіюн», 1996.
- Брызги действительности. — Ужгород: Аудиотех, 1996.
- Полусказки и другие истории. — Ужгород: Аудиотех, 1997.
- Избранное. — Тель-Авив: Библиотека «Ивруса», 1999.
- Избранное: Антология сатиры и юмора России XX века. — Т. 18. — М.: Эксмо-Пресс, 2001.

## Экранизации
- Бабушкин козлик. (Сказка для взрослых)
- Зайкины рога (в к/ж «Фитиль» № 61)
- Короткие истории
- Подарочек (в к/ж «Фитиль» № 339)